# Nkoyo Toyo
Esu Nkoyo Toyo (sinh ngày 5 tháng 11 năm 1958) là một chính trị gia, luật sư và nhà tư vấn phát triển người Nigeria với chuyên môn về nhân quyền và bình đẳng giới . Bà là cựu đại sứ Nigeria tại Ethiopia, đồng thời là người sáng lập Tổ chức Hành động vì Giới và Phát triển (GADA) Nigeria . Bà đã được bầu để đại diện cho Khu vực liên bang của thành phố liên bang/Odukpani trong cuộc bầu cử năm 2011 . Nkoyo Toyo là một chuyên gia trong quản lý với các thành viên trong nhiều nhóm nữ quyền  và một trong những triệu tập của “10 Tháng Ba Ngàn của phụ nữ” ở Abuja, bởi các tổ chức phong trào Women4Women (W4W) He4She để giải quyết các vấn đề ảnh hưởng đến phụ nữ .

## Giáo dục
Năm 1974, bà tốt nghiệp trường Trung học Liên minh và tiếp tục học luật tại Đại học Ahmadu Bello, Zaria Kaduna năm 1975. Nkoyo Toyo tốt nghiệp trường luật Nigeria năm 1980 và Đại học Lagos, nơi bà có bằng thạc sĩ luật năm 1994 . Với sở thích về dịch vụ nhân đạo, cô đã giành được học bổng Chevening để học Quản trị và Phát triển tại Viện Nghiên cứu Phát triển (IDS), Đại học Sussex từ năm 2000-2001.